# Monotrilho de Seattle
O Monotrilho de Seattle é um sistema de monotrilho que serve a cidade de Seattle, nos Estados Unidos. O monotrilho foi projetado inicialmente como um equipamento demonstrador de tecnologia para ser exposto na Expo 62. Durante várias décadas moradores da cidade de Seattle solicitaram às autoridades municipais que o monotrilho fosse demolido e ou ampliado, porém nunca obtiveram sucesso. Atualmente o monotrilho tornou-se parte dos marcos turísticos da cidade de Seattle, sendo protegido pelo City of Seattle Landmarks Preservation Board.